# Рајан Фрејзер
Рајан Фрејзер (енгл. Ryan Fraser; 24. фебруар 1994) шкотски је фудбалер који игра на позицији крила. Тренутно наступа за Саутемптон и репрезентацију Шкотске.

## Клупска каријера
Након омладинске каријере у родном Абердину, за сениорски тим је дебитовао у октобру 2010. Током своје треће сезоне у клубу је одиграо највише утакмица и истакао се са неколико награда играча месеца.
Члан Борнмута постао је у јануару 2013. године. Свој први премијерлигашки гол је постигао против Ливерпула у децембру 2016.
Дана 7. септембра 2020. године потписао је уговор са Њукаслом.

## Репрезентативна каријера
За сениорску репрезентацију Шкотске дебитовао је у јуну 2017. године против Енглеске.